# Chiến dịch Hastings
Chiến dịch Hastings (hay còn biết đến là Chiến dịch Lam Sơn 289 đối với Quân lực Việt Nam Cộng hòa) là một chiến dịch của Hoa Kỳ tiến hành trong Chiến tranh Việt Nam nhằm ngăn chặn một đợt tấn công của Quân đội Nhân dân Việt Nam qua khu phi quân sự chia cắt hai miền. Tháng 5 năm 1966, Sư đoàn 324B QĐNDVN vượt qua giới tuyến và chạm trán với một tiểu đoàn Thủy quân lục chiến Hoa Kỳ. Chiến sự bùng nổ tại Đông Hà, trở thành trận chiến lớn nhất trong cuộc chiến tranh tính tới thời điểm đó.
Phía Mỹ huy động 5 tiểu đoàn thuộc Sư đoàn TQLC số 3 tiến công Sư đoàn 324B QĐNDVN. Sau 3 tuần của Chiến dịch Hastings, quân Mỹ với sự yểm trợ của hỏa lực rất mạnh đã đẩy lui được QĐNDVN.